# Jeffrey Cagnes
Jeffrey Cagnes, né le 26 janvier 1986 à Paris 14e, est un chef pâtissier français,.

## Biographie

### Enfance et éducation
Il grandit à Troyes, dans l'Aube, où il découvre la pâtisserie en réalisant un stage chez Pascal Caffet, meilleur ouvrier de France.
Il déménage à seize ans à Avignon étudier dans un CFA du Vaucluse, où il obtient son CAP pâtisserie en 2002, et réalise son apprentissage auprès de Patrick Mallard, chef pâtissier chocolatier.

### Débuts
Il monte ensuite à Paris réaliser une mention complémentaire au Ceproc. C’est alors que Stohrer, la plus ancienne pâtisserie de Paris (fondée en 1730 par Nicolas Stohrer, pâtissier du roi Louis XV), institution située rue Montorgueil), lui ouvre ses portes une première fois en tant qu’apprenti, puis l’embauche en tant que commis auprès du chef Jean-Philippe Garrigues.
Il devient ensuite commis au Delicabar, le snack chic du grand magasin Le Bon Marché à Paris, auprès du chef Sébastien Gaudard, où il apprend beaucoup notamment en termes de recherche et développement en pâtisserie.

### Carrière
En 2007, il retourne chez Stohrer pour presque deux ans en tant que sous-chef. C'est en 2008, à 22 ans, qu'il obtient sa première place de chef dans la boutique parisienne du groupe japonais de pâtisserie Yamazaki Baking, dans le 16e arrondissement.
Il rejoint en 2009 le groupe Hédiard en tant que chef pâtissier et devient responsable du développement de l’offre de pâtisseries pour le groupe : les boutiques à l'enseigne Hédiard et le restaurant La Table d'Hédiard place de la Madeleine à Paris.
En 2011, Jeffrey devient chef pâtissier de la brasserie Thoumieux et du restaurant gastronomique Thoumieux à Paris auprès de Jean-François Piège. Le restaurant gastronomique compte alors deux étoiles au Guide Michelin. Jeffrey Cagnes intègre ainsi le groupe Beaumarly de Thierry Costes. Il y crée le mille-feuille minute et la tarte au citron à partager à deux. Aux côtés du chef doublement étoilé, il apprend à utiliser la fleur de sel ou du zeste de citron pour désucrer les produits.
En 2013, il prend la place de chef pâtissier au sein des restaurants Monsieur Bleu (restaurant du Palais de Tokyo) et Le Flandrin, toujours à Paris. C'est dans ces restaurants du groupe Paris Society qu'il crée un de ses desserts phares : la pavlova. Il propose un cheesecake à l'aspect de champignon, une sphère en chocolat… Sa création la plus demandée est la tarte au citron inversée.
En 2015, il intègre une troisième fois la pâtisserie Stohrer, mais cette fois en tant que chef pâtissier de la maison.
Fin 2016, il se lance dans la création de la pâtisserie Casse-noisette, située au 35, avenue de l'Opéra à Paris. Il y propose des classiques revisités et continue d'innover avec notamment une recette inédite de canelé en trompe l’œil, qui deviendra un autre de ses desserts phares.
Enfin, en 2017, la famille Dolfi à la tête du groupe À la Mère de famille rachète la pâtisserie Stohrer et rappelle alors Jeffrey Cagnes pour le poste de chef pâtissier exécutif. Il contribue à la fusion de la plus ancienne chocolaterie de Paris et de la plus ancienne pâtisserie de Paris. Il participe à l'ouverture de quatre nouveaux points de vente parisiens.
Au sein de Stohrer, à la tête d'une brigade de près de vingt pâtissiers et commis, il remet au goût du jour tous les classiques de la pâtisserie française en travaillant sur des recettes moins sucrées et des présentations plus épurées et modernes, tout en gardant la ligne directive des classiques. Il rend ainsi hommage aux puits d'amour et aux babas au rhum (alibaba, baba nature, chantilly et de saison), emblèmes de la maison Stohrer. Sa tarte au citron yuzu devient un autre de ses gâteaux phares. Il propose également une version retravaillée de la religieuse à l'ancienne, emblématique de la maison Stohrer.
Jeffrey Cagnes aide au rayonnement de la maison Stohrer en participant à de nombreux événements : Salon du chocolat, Taste of Paris... et réalise des prouesses telles que des robes en chocolat ou encore une religieuse à l'ancienne de plus de quatre mètres de haut.
Après avoir exercé de nombreuses années au sein de la Maison Stohrer, il ouvre sa première boutique parisienne Maison Jeffrey Cagnes Paris au 24 rue des Moines Paris, ensuite une deuxième au 73 rue Montorgueil en décembre 2022[réf. nécessaire].
En novembre 2023, le Chef devient ambassadeur de la marque d'automobile Cupra, inaugurant le Cupra City Garage au 1 Boulevard de la Madeleine à Paris[réf. nécessaire].

## Vie privée
Jeffrey Cagnes a un fils, Noham, né le 4 janvier 2014 à Paris[réf. nécessaire].

## Activités en France et à l'étranger
- 2014 : Diner de gala Dior chez Monsieur Bleu à Paris[16]
- 2015 - 2019 : Salon du chocolat, Paris : réalisation de robe pour le Défilé de robes en chocolats[17]
- 2018 : Salon du chocolat : réalisation d’une religieuse à l’ancienne de 4 mètres de hauteur[15] , composée de 4 700 éclairs, 30 kg de chocolat et 350 kg de crème
- 2018 : Masterclass professionnelle Danon, Tel Aviv
- 2019 : Balmain Music Festival[18] : animation d’un food truck de pâtisserie avec show cooking
- 2019 : Masterclass professionnelle Silikomart, Venise
- 2019 : Taste of Paris[14]
- 2020 : Masterclass professionnelle Chocolate Academy by Cacao Barry, Chicago
- 2023 : Masterclass professionnelle Chocolate Academy by Cacao Barry, New York

## Émissions télévisées
- 2010 : Espoir de l'année, M6 - finaliste[19]
- 2018-2019 : Le Meilleur Pâtissier, M6 - chef invité
- 2018 : Le Meilleur Pâtissier Les Professionnels, M6 - chef invité
- 2019 : En route pour le Meilleur Pâtissier, 6play - présentateur et juré
- [20]2024 : Top chef, juré

## Ouvrages
- Le livre de pâtisserie Stohrer par Jeffrey Cagnes, Éditions du Chêne, 2020[21]
- La Pâtisserie de Jeffrey Cagnes, Éditions Solar, 2023